# فيليب ديميتروف
فيليب ديميتروف (بالبلغارية: Филип Димитров) (و. 1955  م) هو سياسي، ودبلوماسي، ومحامي، وكاتب، وشاعر قانوني ‏، ومحامي، وقاضي بلغاري، ولد في صوفيا.

## مناصب
تولى منصب عضو في البرلمان الأوروبي (1 يناير 2007–5 يونيو 2007)
- رئيس وزراء بلغاريا  [لغات أخرى]‏ (8 نوفمبر 1991–29 ديسمبر 1992)
- سفير.

## التعليم
تعلم في جامعة صوفيا.

## روابط خارجية
- فيليب ديميتروف على موقع مونزينجر (الألمانية)